# Kaufman County
Das Kaufman County ist ein County im Bundesstaat Texas der Vereinigten Staaten. Das U.S. Census Bureau hat bei der Volkszählung 2020 eine Einwohnerzahl von 145.310 ermittelt. Der Sitz der County-Verwaltung (County Seat) befindet sich in Kaufman.

## Geographie
Das County liegt im Nordosten von Texas, ist im Norden etwa 80 von Oklahoma und im Westen etwa 150 km von Arkansas entfernt und hat eine Fläche von 2090 Quadratkilometern, wovon 54 Quadratkilometer Wasserfläche sind. Es grenzt im Uhrzeigersinn an folgende Countys: Hunt County, Van Zandt County, Henderson County, Ellis County, Dallas County und Rockwall County.

## Geschichte
Kaufman County wurde am 26. Februar 1848 aus Teilen des Henderson County gebildet. Die Verwaltungsorganisation wurde am 7. August gleichen Jahres abgeschlossen. Benannt wurde es nach David Spangler Kaufman, einem Abgeordneten in der State Legislature der Republik Texas und Mitglied im amerikanischen Repräsentantenhaus. Im Jahr 1845 war Kaufman Botschafter von Texas in den Vereinigten Staaten.

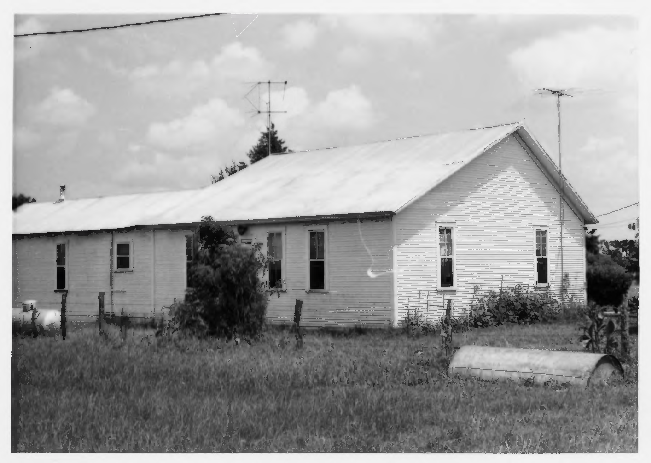
Altes Wohnhaus auf der Walter C. Porter Farm (1975)

Acht Bauwerke und Stätten im County sind im National Register of Historic Places („Nationales Verzeichnis historischer Orte“; NRHP) eingetragen (Stand 25. November 2021), wobei die Walter C. Porter Farm den Status eines National Historic Landmarks  hat.

## Demografische Daten

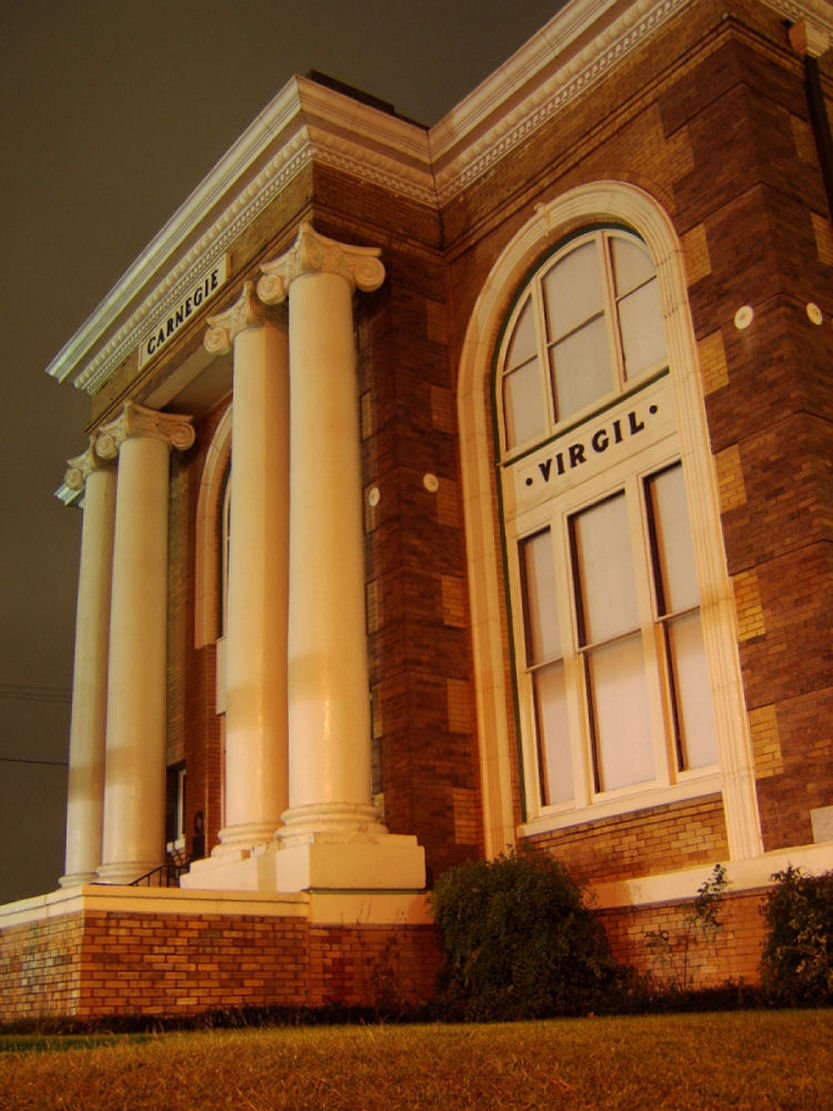
Die Terrell Carnegie Library

Nach der Volkszählung im Jahr 2000 lebten im Kaufman County 71.313 Menschen in 24.367 Haushalten und 19.225 Familien. Die Bevölkerungsdichte betrug 35 Einwohner pro Quadratkilometer. Ethnisch betrachtet setzte sich die Bevölkerung zusammen aus 81,10 Prozent Weißen, 10,53 Prozent Afroamerikanern, 0,61 Prozent amerikanischen Ureinwohnern, 0,47 Prozent Asiaten, 0,02 Prozent Bewohnern aus dem pazifischen Inselraum und 5,66 Prozent aus anderen ethnischen Gruppen; 1,61 Prozent stammten von zwei oder mehr Ethnien ab. 11,11 Prozent der Einwohner waren spanischer oder lateinamerikanischer Abstammung.
Von den 24.367 Haushalten hatten 39,5 Prozent Kinder oder Jugendliche, die mit ihnen zusammen lebten. 63,1 Prozent waren verheiratete, zusammenlebende Paare 11,3 Prozent waren allein erziehende Mütter und 21,1 Prozent waren keine Familien. 17,8 Prozent waren Singlehaushalte und in 7,5 Prozent lebten Menschen im Alter von 65 Jahren oder darüber. Die durchschnittliche Haushaltsgröße betrug 2,87 und die durchschnittliche Familiengröße betrug 3,24 Personen.
29,2 Prozent der Bevölkerung war unter 18 Jahre alt, 8,2 Prozent zwischen 18 und 24, 29,5 Prozent zwischen 25 und 44, 22,4 Prozent zwischen 45 und 64 und 10,6 Prozent waren 65 Jahre alt oder älter. Das Medianalter betrug 35 Jahre. Auf 100 weibliche Personen kamen 97,4 männliche Personen und auf 100 Frauen im Alter von 18 Jahren oder darüber kamen 94 Männer.
Das jährliche Durchschnittseinkommen eines Haushalts betrug 44.783 USD, das Durchschnittseinkommen einer Familie betrug 50.354 USD. Männer hatten ein Durchschnittseinkommen von 35.537 USD, Frauen 26.494 USD. Das Prokopfeinkommen betrug 18.827 USD. 7,8 Prozent der Familien und 10,5 Prozent der Einwohner lebten unterhalb der Armutsgrenze.

## Städte und Gemeinden
| - Crandall - Elmo - Forney | - Gun Barrel City - Kaufman - Kemp | - Ables Springs - Mabank - Rosser | - Scurry - Terrell |